# Sommeval
Sommeval é uma comuna francesa na região administrativa de Grande Leste, no departamento de Aube. Estende-se por uma área de 9,57 km². Em 2010 a comuna tinha 316 habitantes (densidade: 33 hab./km²).